# Зе Руй
Жозе Руи Тавареш да Вейга (на португалски: José Rui Tavares da Veiga), по-известен като Зе Руи (на португалски: Zé Rui) (роден на 6 септември 1982 г. в Повоа де Санта Ирия, Португалия), е бивш португалски футболист, по произход от Кабо Верде, играл на позицията полузащитник (ляво крило).

## Клубна кариера
Кариерата му стартира в школата на „Алверка” през 1996 г. Минава през всички възрастови категории при юношите, но не подписва професионален договор и е освободен през лятото на 2001 г. Преминава в четвъртодивизионния „Лоуриняненсе”, за който изиграва 10 мача и отбелязва 3 гола в рамките на един сезон. Представянето му там не остава незабелязано от родния му клуб, тогава във второто ниво на португалския футбол, който го връща в редиците си. Там остава два сезона, като записва общо 35 мача с два гола и помага на „Алверка” да се изкачи в Примейра Лига. В края на втората кампания тимът му изпада от елита, но с играта си Зе Руи привлича интереса на „Бенфика” и е привлечен от „орлите” през лятото на 2004 г. с договор за пет години. През първия сезон е пратен под наем в друг първодивизионен отбор - „Витория Сетубал”, за който участва в 24 срещи и вкарва 3 гола. През лятото на 2005 г. отново е преотстъпен, този път на „Пенафиел”, където изиграва 24 мача и отбелязва 1 гол. След това договорът му с Бенфика е прекратен и той преминава в „Насионал Мадейра”, където обаче нещата за него не се развиват добре и записва участиe само в 7 срещи.
През лятото на 2007 г. решава да опита късмета си в чужбина, когато разтрогва договора си с „Насионал Мадейра” и преминава със свободен трансфер в  ЦСКА. Слаба форма и конфликт с треньора Стойчо Младенов, породен от липсата на дисциплина и влечението му към нощния живот, водят до временното му отстраняване от състава. Макар че получава втори шанс, ролята му е ограничена предимно до тази на резерва, като записва само 13 участия с червената фланелка през първия си сезон в тима. Въпреки сътресенията в отбора през лятото на 2008 г. той остава на  „Българска армия”, но е с още по-периферна роля и записва едва 9 мача, като вкарва единствения си гол за отбора при победата над  „Спартак” (Варна) на 30 август 2008 г. В края на 2008 г. е пред трансфер под наем във  ФК „Баку”, но отказва да премине там, въпреки че ЦСКА и азербайджанският отбор са уточнили всички подробности. През останалата част от престоя си в клуба се подвизава основно за дублиращия отбор, като продължава да се замесва в скандали, а през август 2009 г. разтрогва договора си заради неизплатени заплати.
Зе Руи успява да си намери нов отбор едва половин година по-късно, в лицето на румънския „Глория Бистрица”. Там обаче също не оставя положителни впечатления с играта си и след само 17 участия е освободен през лятото на 2010 г. В продължение на една година е без отбор, преди да подпише договор за два сезона със състезаващия се в  португалската втора дивизия  „Навал”, за който записва 19 мача. Не успял да се наложи и там, той склчюва едногодишен контракт през лятото на 2012 г. с „Академико Визеу”, намриащ в третото ниво на португалския футбол. Записва 31 мача с 4 гола и помага на тима да спечели промоция за втора лига, като благодарение на доброто му представяне договорът му е продължен за още една година. В рамките на сезон 2013/2014 участва в 30 мача и бележи 3 гола, но през втората му половина по-често е резерва, заради пристигането на по-качествен конкурент.
След изтичането на контракта му Зе Руи  продължава кариерата си в третодивизионния „Лузитано Вилдемоиньош”, където се подвизава между 2014 и 2016 г. През този период записва 49 мача с 2 гола, но се „отчита” и с 4 червени картона. Оттам нататък той се състезава само на аматьорско ниво, като първо изкарва двугодишен период в „Сатау” в петото ниво на португалския футбол, където играе в 16 срещи и бележи 3 гола. През лятото на 2018 г. преминава в „Силгейрош”, състезаващ се в същата дивизия. Там играе по-често и записва 22 мача с 1 гол. Кариерата му на това ниво продължава в „Пайвенсе” (Вила Нова де Пайва), където между 2019 и 2021 г. играе в 33 мача и бележи веднъж. След това играе за сезон и половина в „Моимента Дау” и записва 31 мача с 9 гола, преди през декември 2022 г. да премине в „Карваляиш”, където играе 14 пъти и бележи 2 гола. През лятото на 2023 г. той за пореден път сменя отбора, като преминава в „Агиар да Бейра”, който също е в петото ниво на португалския футбол. За тима, който се оказва и последен в състезателната му кариера, изиграва 24 мача и вкарва 6 гола. През лятото на 2024 г., малко преди да навърши 42-годишна възраст, окончателно спира с футбола. 

## Национален отбор
Тъй като притежава и гражданство на Кабо Верде, той е повикан за пръв път в националния отбор през 2004 г., като дебютира в квалификация за  световното първенство по футбол срещу тима на  
Ангола, игран на 19 юни. Последното му участие с националната фланелка е на 10 октомври 2010 г. в квалификация за Купата на африканските нации срещу Зимбабве. Изиграва общо 8 мача, в които не успява да се разпише.

## Успехи
- Носител на  купата на Португалия с екипа на Витория Сетубал – 2005 г.
- Шампион на България с екипа на ЦСКА – 2008 г.
- Носител на Суперкупата на България  – 2008 г.

## Личен живот
Женен, с две деца. Живее със семейството си във Визеу от 2012 г. Работи в сферата на строителството като общ работник.